# Круминьш, Вилис Карлович
Вилис Карлович Круминьш (лит. Vilis Krūmiņš ; 27 мая 1919, Селпилсская волость Курляндской губернии — 26 августа 2000, Рига, Латвия) — латвийский и советский партийный и государственный деятель. Второй секретарь ЦК Коммунистической партии Латвии (1963—1978). Первый секретарь ЦК ЛКСМ Латвии (1948—1951). Заместитель председателя Совета Министров Латвийской ССР (1956—1958). Министр образования Латвийской ССР (1960—1961).

## Биография
В 1935—1940 годах учился в реальном училище. Поступил на факультет математики и естественных наук Латвийского университета. Учёбе помешала война.
Участник Великой Отечественной войны с декабря 1941 года в составе 201-й Латвийской стрелковой дивизии, в октябре 1942 года преобразованной в 43-ю гвардейскую Латышскую стрелковую дивизию. Занимал должности секретаря комсомольской организации 125-го гвардейского стрелкового полка, комсорга 121-го гвардейского стрелкового полка, помощника начальника политотдела по комсомолу 43-й гвардейской стрелковой дивизии. В 1945 — помощник начальника политотдела по работе среди комсомольцев 130-го стрелкового корпуса. Воевал на Западном, Северо-Западном, 2-м Прибалтийском и Ленинградском фронтах. Участвовал в Московской битве, Демянской, Ленинградско-Новгородской, Мадонской и Рижской операциях, блокаде курляндской группировки противника. 13 августа 1942 года, 8 января 1943 года и 7 мая 1945 года был ранен. Закончил войну в звании майора.
С 1946 года на комсомольской и партийной работе.
Работал секретарём ЦК ЛКСМ Латвии по кадрам, с июня 1946 — второй секретарь ЦК ЛКСМ Латвии, в 1948—1951 — первый секретарь ЦК ЛКСМ Латвии.
В 1951—1952 на работе в аппарате ЦК КП (б) Латвии.
С мая 1952 по июнь 1953 — возглавлял Рижский областной комитет КП (б)—Компартии Латвии.
В 1953—1956 и затем в 1958—1960 работал вторым секретарём ЦК Компартии Латвии.
Длительное время открыто придерживался взглядов «национал-коммунизма» — направления, сформировавшегося и развивавшегося в ряде западных советских республик в конце 1940-х и 50-е годы под влиянием «Нового курса» в области советской внутренней интернациональной политики Л. Берии и поддержавшего его на том этапе Н. Хрущева.
В Советской Латвии кроме него, в период 1950-х—начале 1980-х гг. к национал-коммунистам себя относила группа, идеологами которой стали послевоенный комсомольский лидер, экономист, член-корреспондент АН Латвийской ССР Паулс Дзерве, 1-й секретарь Рижского горкома партии, а затем 1-й заместитель председателя Совета Министров ЛатССР Эдуардс Берклавс.
В 1956—1958 был заместителем председателя Совета Министров Латвийской ССР.
В 1959 окончил Латвийский государственный университет.
С 1960 по сентябрь 1961 работал министром образования Латвийской ССР.
Депутат Верховного Совета СССР V созыва.
С мая 1962 по август 1999 — директор Музея природы Латвийской ССР, затем Латвийской Республики. Под его руководством значительно расширилась экспозиция музея, на базе музея естественной истории создан Всесоюзный методический центр по вопросам сохранения природы и таксидермии.
В 1988 избран членом Совета Народного фронта Латвии. Президент Ассоциации латышских стрелков.
С середины-конца 1980-х гг., войдя в руководство «Народного фронта» Латвии, сменил свои взгляд на националистические.

## Награды
- орден Ленина (28.10.1948)
- 2 ордена Отечественной войны 1-й степени (22.05.1945; 11.03.1985)
- орден Отечественной войны 2-й степени (06.11.1944)
- 2 ордена Трудового Красного Знамени (01.03.1958)
- орден Красной Звезды (17.02.1944)
- медаль «За отвагу» (21.11.1942)
- другие медали